# Angola-Kusimanse
Die Angola-Kusimanse (Crossarchus ansorgei) ist eine Raubtierart aus der Familie der Mangusten (Herpestidae).
Der Artzusatz ansorgei im wissenschaftlichen Namen ehrt den britischen Arzt und Tiersammler William John Ansorge (1850–1913).

## Merkmale
Angola-Kusimansen sind wie alle Kusimansen schlanke, kurzbeinige Tiere mit einem dunklen, zotteligen Fell und langgestreckter Schnauze. Die Kopfrumpflänge beträgt 32 bis 36 Zentimeter, der Schwanz misst 21 bis 22 Zentimeter, das Gewicht beträgt 0,6 bis 1,5 Kilogramm. Die Unterart C. a. ansorgei hat ein rötlich-braunes Fell mit einem braunen Unterfell, das Gesicht ist heller, aber nicht gemustert. Die Unterart C. a. nigricolor hat ein schwarzes Fell und an ihrem Gesicht erstrecken sich weiße Streifen von den Mundwinkeln bis unter das Ohr. Die Vorder- und Hinterpfoten enden jeweils in fünf Zehen, die Vorderpfoten tragen lange, kräftige Krallen.
Die Schnauze ist wie bei allen Kusimansen verlängert, aber kürzer als bei den anderen Arten. Die Ohren sind klein, rundlich und verschließbar. Die Zahnformel lautet I 3/3 - C 1/1 - P 3/3 - M 2/2, insgesamt also 36 Zähne.

## Verbreitung und Lebensraum

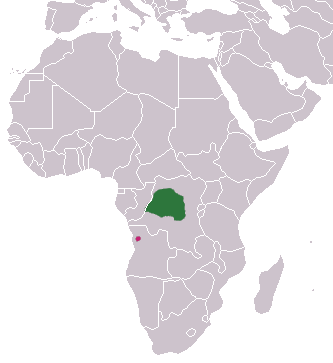
Verbreitungsgebiet (grün: gesicherte Vorkommen, pink: ungesicherte Vorkommen)

Angola-Kusimansen leben im mittleren Afrika. Die Unterart C. a. ansorgei ist nur durch ein einziges Exemplar bekannt, das in Angola nördlich des Cuanza gefunden wurde. Die Unterart C. a. nigricolor ist in der Demokratischen Republik Kongo südöstlich der Flüsse Kongo und Lualaba verbreitet. Ihr Lebensraum sind ausschließlich Regenwälder, im Gegensatz zur teilweise sympatrisch vorkommenden Kongo-Kusimanse ist sie nie in der Nähe des Menschen zu finden.

## Lebensweise
Über die Lebensweise der Angola-Kusimansen ist wenig bekannt. Vermutlich sind sie tagaktiv und leben in Gruppen von bis zu 20 Tieren, die keine festen Baue bewohnen, sondern in ihrem Revier umherstreifen. Sie sind Fleischfresser, die am Waldboden nach Nahrung suchen. Sie ernähren sich sowohl von Wirbellosen wie Insekten und deren Larven, aber auch von kleinen Wirbeltieren und deren Eiern.

## Gefährdung
Bis 1984 war die Art nur von zwei Tieren bekannt, von der südlichen Unterart C. a. ansorgei wurde außer dem Typusexemplar bislang keine weiteren Vertreter gefunden. Die nördliche Unterart C. a. nigricolor ist gebietsweise relativ häufig. Die Bedrohungen für die Art umfassen vermutlich die Zerstörung ihres Lebensraums und die Bejagung wegen ihres Fleisches. Die IUCN listet die Art unter „zu wenig Daten vorhanden“ (data deficient), deutet aber an, dass weitere Forschungen ergeben könnten, dass die Art nicht gefährdet ist.